# 喬治敦鎮區 (密歇根州)
喬治敦鎮區（英語：Georgetown Township）是位於美國密歇根州渥太華縣的一個特設鎮區。

## 地方資料
喬治敦鎮區的面積為88.30平方千米，當中陸地面積為86.70平方千米，而水域面積為1.60平方千米。根據2020年美國人口普查的數據，當地共有人口54091人，而人口密度為每平方千米612.58人。